# Campoletis apicata
Campoletis apicata là một loài tò vò trong họ Ichneumonidae.